# Rubidium
Rubidium (von lateinisch rubidus ‚tiefrot‘; wegen zweier charakteristischer roter Spektrallinien) ist ein chemisches Element mit dem Elementsymbol Rb und der Ordnungszahl 37. Im Periodensystem steht es in der 1. Hauptgruppe, bzw. der 1. IUPAC-Gruppe und zählt zu den Alkalimetallen. Das weiche, silbrigweiß glänzende Metall entzündet sich spontan bei Luftzutritt.

## Geschichte
Rubidium wurde 1861 von Robert Wilhelm Bunsen und Gustav Kirchhoff spektroskopisch als ein geringer (<1 %) Bestandteil von Lepidolith aus Sachsen bzw. aus Mähren entdeckt, sowie als Bestandteil im Mineralwasser der neu erschlossenen Maxquelle in Bad Dürkheim. Bunsen gelang es, Rubidiumsalze sowohl aus dem aufgeschlossenen Lepidolith als auch aus Mineralwassersole zu fällen und es von anderen Alkalimetallsalzen zu trennen. Dazu verarbeitete Bunsen 150 kg aufgeschlossenen Lepidolith, um wenige Gramm RbCl zu isolieren, und 44200 Liter Dürkheimer Quellwasser für 9 g RbCl.

## Vorkommen
Rubidium gehört zur Gruppe der inkompatiblen Elemente und tritt in der Regel zusammen mit diesen in erhöhten Konzentrationen auf. Das Element kommt in kleiner Konzentration in einigen Mineralien wie Pollucit und Zinnwaldit vor. Lepidolith (bis zu 1,5 %) und  Leucit enthalten ebenfalls Rubidium. 
Erst in den letzten Jahren wurden auch eigenständige Rubidium-Minerale entdeckt. Dazu gehört der Rubiklin (Rb(AlSi3O8)), der 1998 auf der Insel Elba gefunden wurde und strukturell dem Mikroklin entspricht, aber mehr Rubidium als Kalium enthält. Außer Rubiklin sind bisher mit Voloshinit (Rb(LiAl1,5☐0,5)(Al0,5Si3,5)O10F2) und Ramanit-(Rb) (RbB5O6(OH)4·2H2O) nur zwei weitere Minerale mit formelrelevantem Gehalt an Rubidium bekannt (2023).

## Darstellung

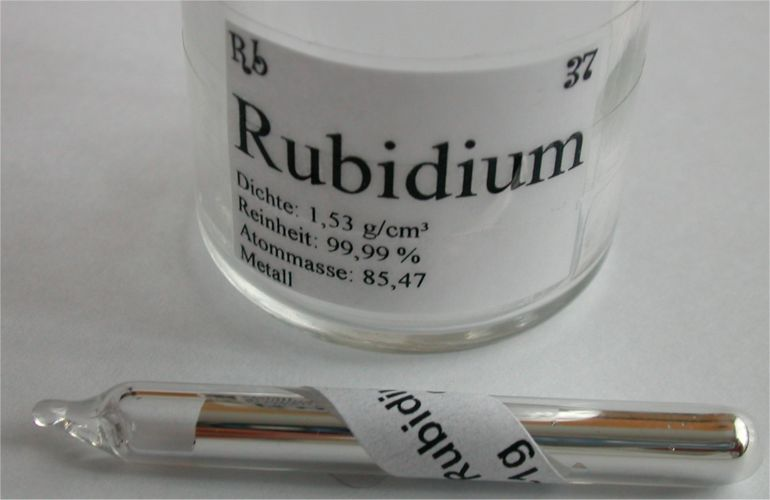
1 g Rubidium in einer Ampulle

Im Labor erfolgt die Darstellung kleiner Mengen reinen Rubidiums über die Reduktion des Chromats oder Dichromats mittels Zirconium:
{\displaystyle {\ce {Rb2Cr2O7 + 2 Zr -> 2 Rb + 2 ZrO2 + Cr2O3}}}
oder die thermische Zersetzung von Rubidiumazid:
{\displaystyle {\ce {2 RbN3 -> 2 Rb + 3 N2}}}
sowie anschließender Destillation im Hochvakuum.
Metallisches Rubidium kann außerdem durch Reduktion von Rubidiumchlorid mit Calcium im Vakuum hergestellt werden.

## Eigenschaften

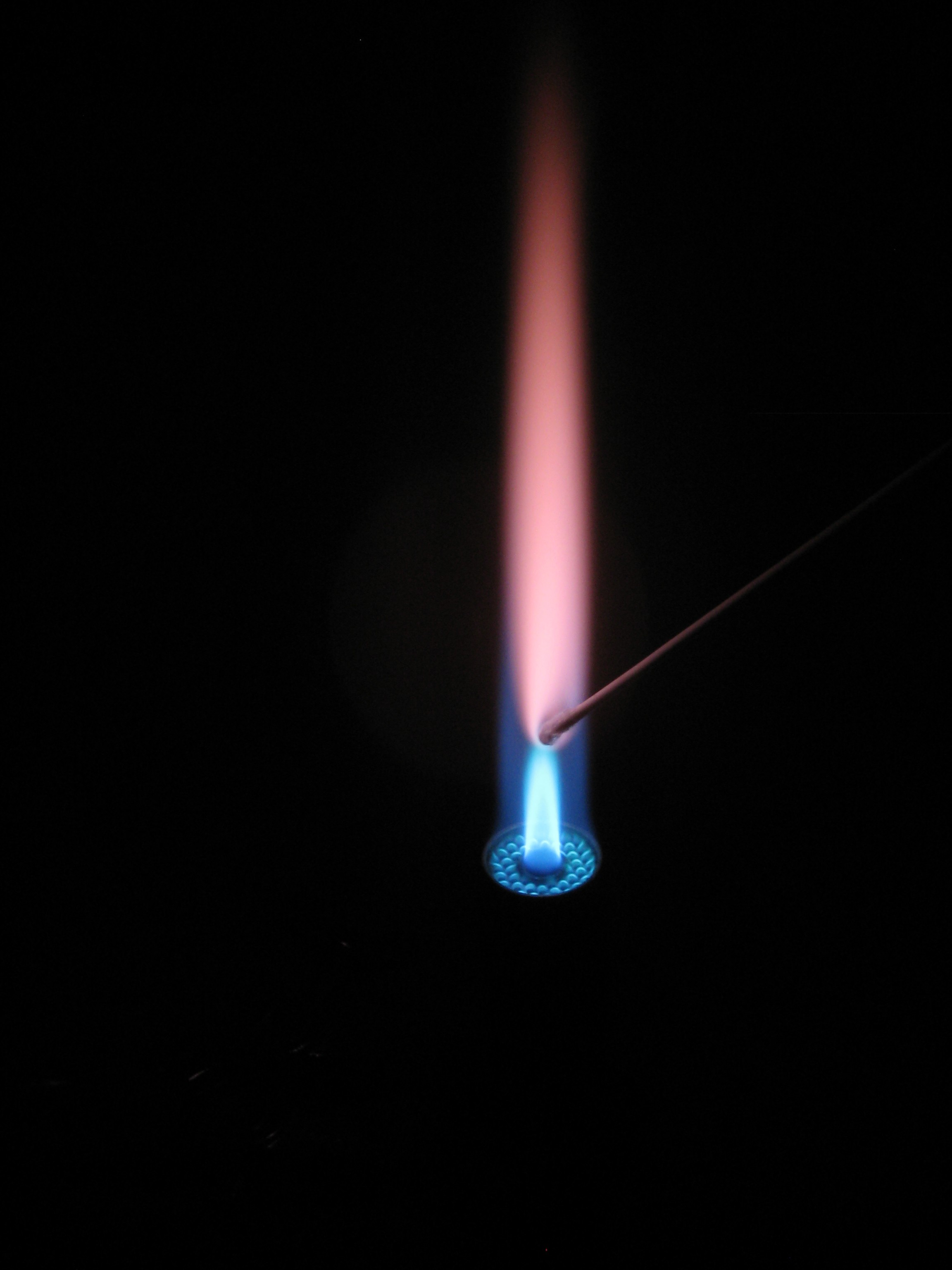
Die Flammenfärbung von Rubidium

Wie die anderen Alkalimetalle ist Rubidium an der Luft unbeständig und oxidiert. Mit Wasser reagiert es äußerst heftig unter Bildung von Rubidiumhydroxid und Wasserstoff, der sich in der Luft in der Regel entzündet. Mit Quecksilber bildet es ein Amalgam, mit den Metallen Gold, Caesium, Natrium und Kalium ist es legierbar. Rubidium ist ein starkes Reduktionsmittel. 
Rubidium hat zwei dunkelrote Spektrallinien (daher der Name des Elements).

## Isotope
Von den beiden natürlich vorkommenden Isotopen ist nur 85Rb stabil, 87Rb ist ein Betastrahler und zerfällt zu 87Sr. Mit einer extrem langen Halbwertszeit von etwa 48 Milliarden Jahren ist seine Radioaktivität sehr gering. 
Mehrere Isotope werden für bestimmte Anwendungen eingesetzt. Das Verhältnis von Rb- und Sr-Isotopen in Gesteinen wird zur radiometrischen Datierung auf kosmologischen Zeitskalen herangezogen. Für Zeitstandards werden 87Rb und 85Rb verwendet. 82Rb und 86Rb werden zum Teil als Tracer verwendet.

## Verwendung
Rubidium und seine Verbindungen besitzen ein nur kleines Anwendungsspektrum und werden hauptsächlich in der Forschung und Entwicklung eingesetzt. Verwendungsmöglichkeiten bestehen als:
Die wichtigste Anwendung von Rubidium ist in Rubidiumuhren (einer Art von Atomuhren), bei denen ein Hyperfein-Übergang von 87Rb als Frequenzgeber dient. Solche Rubidiumuhren dienen insbesondere als Zeitgeber in den Satelliten des Global Positioning System (GPS) und anderer Satelliten-Navigationssysteme (Galileo, Glonass, BeiDou).
In der Medizin dient 82Rb als Tracer in PET-Perfusionsstudien des Myokards. Rubidium wird nicht in dekorativer Pyrotechnik verwendet, kommt aber in spezieller Pyrotechnik im militärischen Bereich zum Einsatz, zum Beispiel für Infrarot-Tarnnebel und Infrarot-Flares.

### Verwendung im wissenschaftlichen Bereich
Rubidium eignet sich zur Demonstration der Laserkühlung, da hier günstige Laserdioden für die relevanten Wellenlängen zur Verfügung stehen, sodass die Herstellung eines Bose-Einstein-Kondensats vergleichsweise einfach möglich ist. Die Verwendung von Rubidium in Speichern für Quanten-Computer wird ebenfalls erforscht. Natrium-Rubidium-Tartrat wurde im Jahr 1951 für die erste Aufklärung einer absoluten stereochemischen Konfiguration verwendet.

## Nachweis
Zum Nachweis von Rubidium kann man seine rotviolette Flammenfärbung nutzen. Im Spektroskop zeigt sich eine deutliche Emissionslinie bei 780,0 nm. Quantitativ lässt sich dies in der Flammenphotometrie zur Bestimmung von Rubidiumspuren nutzen.
In der Polarographie zeigt Rubidium eine reversible kathodische Stufe bei −2,118 V (gegen SCE). Dabei müssen als Grundelektrolyt quartäre Ammoniumverbindungen (hier beispielsweise 0,1 M Tetramethylammoniumhydroxid) verwendet werden, weil andere Alkali- oder Erdalkalimetallionen sehr ähnliche Halbstufenpotentiale besitzen.
Ein weiterer qualitativer Nachweis ist die Bildung eines schwerlöslichen Tripelsalzes in schwach saurer Lösung mit Natrium-, Bismut- und Nitritionen, die einen gelbgefärbten Niederschlag der Zusammensetzung RbNaBi(NO2)6 liefern, dessen Kristalle eine oktaedrische Form aufweisen. Die Nachweisgrenze liegt bei 0,5 mg Rubidium. Diese kann durch Verwendung von Silberionen anstelle der Natriumionen noch gesteigert werden, allerdings liefert Caesium eine ähnliche Reaktion.

## Physiologie
Für Pflanzen ist Rubidium vermutlich nicht essentiell, bei Tieren scheint es für den normalen Verlauf der Trächtigkeit notwendig zu sein. Der Rubidiumbedarf des Menschen dürfte bei weniger als 100 µg pro Tag liegen. Mit der üblichen Mischkost kommt er auf etwa 1,7 mg am Tag. Ein Rubidiummangel ist bei diesem Angebot ebenso wenig zu erwarten wie eine nutritive Rubidiumbelastung.
Tee und Kaffee – Arabica-Kaffee hat den höchsten Rubidium-Gehalt, der in Lebensmitteln festgestellt wurde (Arabica-Bohne: 25,5–182 mg/kg Trockensubstanz) – liefern Erwachsenen im Mittel 40 % der verzehrten Rubidiummenge. Rubidium wirkt im zentralen Nervensystem und beeinflusst dort die Konzentration von Neurotransmittern, wobei es die entgegengesetzte Wirkung zum Lithium hat. Ein therapeutischer Einsatz von Rubidium bei bipolarer Störung wurde im 20. Jahrhundert untersucht. Aus dieser Untersuchung ergab sich keine Empfehlung für einen breiten Einsatz zur Behandlung dieser Störung. Ein Rubidiummangel kann bei Dialysepatienten vorliegen.

## Sicherheitshinweise
Rubidium ist selbstentzündlich und reagiert äußerst heftig mit Wasser. Aus Sicherheitsgründen ist Rubidium in trockenem Mineralöl, im Vakuum oder in einer Inertgasatmosphäre aufzubewahren.
Rubidium-Ionen sind nur in sehr großen Mengen gesundheitsschädlich.

## Verbindungen

### Oxide und Hydroxide
- Rubidiumoxid Rb2O
- Rubidiumperoxid Rb2O2
- Rubidiumhyperoxid RbO2
- Rubidiumozonid RbO3
- Rubidiumhydroxid RbOH

### Halogenide
- Rubidiumfluorid RbF
- Rubidiumchlorid RbCl
- Rubidiumbromid RbBr
- Rubidiumiodid RbI
- Rubidiumtriiodid RbI3

### Sonstige Verbindungen
- Rubidiumnitrat RbNO3
- Rubidiumsulfat Rb2SO4
- Rubidiumhydrogensulfat RbHSO4

- Rubidiumchlorat RbClO3
- Rubidiumperchlorat RbClO4
- Rubidiumbromat RbBrO3
- Rubidiumiodat RbIO3
- Rubidiumperiodat RbIO4

- Rubidiumchromat Rb2CrO4
- Rubidiumdichromat Rb2Cr2O7
- Rubidiumcarbonat Rb2CO3
- Rubidiumhydrogencarbonat RbHCO3
- Rubidiumdithionat Rb2S2O6
- Rubidiumacetat CH3COORb
- Rubidiumformiat HCOORb

- Rubidiumhydrid RbH
- Rubidiumamid RbNH2
- Rubidiumazid RbN3
- Rubidiumselenid Rb2Se